# 양촌역 (김포)
양촌역(陽村驛, Yangchon station) 또는 디원시티역은 경기도 김포시 양촌읍 유현리에 있는 김포 도시철도의 전철역이다.
김포 도시철도 유일의 지상역으로, 김포한강차량사업소가 옆에 있다. 구래역 시종착 열차가 있는 관계로, 일부 열차만 이 역에서 시·종착한다.
배차간격은 20분으로 꽤 길며, 평일 아침 시간대에 불거진 김포 도시철도의 심각한 혼잡 문제 때문에 평일 출근 시간인 아침 7시부터 9시까지 모든 전동열차가 구래역 착발로 운영하기 위해 이 역을 임시로 폐쇄한다. 이 때는 5분 간격으로 운행하는 셔틀버스를 이용해야 한다.

## 역사
- 2016년 6월 20일: 양촌역으로 역명 확정[3]
- 2019년 9월 28일: 김포 도시철도 양촌 ~ 김포공항 구간 개통과 함께 영업 개시

## 역 구조
승강장 반대편으로의 횡단이 불가능하다. 김포 골드라인 역 중 유일한 지상역이다. 2면 2선 상대식 승강장이며, 승강장에는 스크린도어가 설치되어 있다.
| 시·종착역 |
| \| 상     |
| ↓ 구래    |

| 상행 | ● 김포 도시철도 | 당역 종착     |
| 하행 | ● 김포 도시철도 | 김포공항 방면 |

## 인접한 역
| 김포 도시철도 | 김포 도시철도                      | 김포 도시철도           |
| ------------- | ---------------------------------- | ----------------------- |
| 시·종착역     | ● 김포 도시철도 (일부 열차 시종착) | G101 구래 김포공항 방면 |